# Henry Westenra, 3. Baron Rossmore

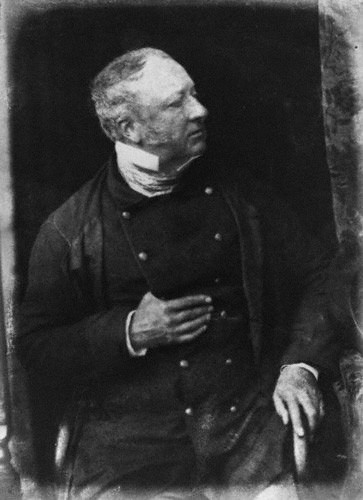
Henry Robert Westenra, 3. Baron Rossmore

Henry Robert Westenra, 3. Baron Rossmore (* 24. August 1792; † 1. Dezember 1860) war ein britischer Adliger und Politiker.

## Leben
Henry Westenra war der älteste Sohn Warner William Westenra, 2. Baron Rossmore, und dessen erster Frau Mary Anne (geborene Walsh). John Craven Westenra war einer seiner Brüder. Westenra besuchte bis 1806 die Westminster School und im Anschluss das Trinity College in Dublin. 
Wie sein Vater vertrat er den Wahlkreis County Monaghan im House of Commons. Er gehörte dem britischen Unterhaus von 1818 bis 1830, von 1831 bis 1832, vom 17. Mai bis zum 30. Juli 1834, sowie von 1835 bis 1842 an, als er schließlich den Titel Baron Rossmore von seinem Vater erbte. Als solcher gehörte er dem House of Lords an. Bereits 1838 war er seinem Vater als Lord Lieutenant des County Monaghan nachgefolgt. Dieses Amt hatte er bis 1852 inne.
Am 25. Januar 1820 heiratete er Anne Douglas Hamilton († 20. August 1844), die illegitime Tochter von Douglas Hamilton, 8. Duke of Hamilton. Die Ehe blieb kinderlos. Am 19. Mai 1846 heiratete er Josephine Julia Helen Lloyd. Mit dieser hatte er vier Söhne und zwei Töchter, darunter Henry Westenra, 4. Baron Rossmore und Derrick Westenra, 5. Baron Rossmore. Er spielte auf hohem Niveau die Uilleann Pipes.
Westenra wurde auf dem Friedhof von Monaghan beigesetzt. 1874 wurde er in das Familienmausoleum in Rossmore Park überführt.